# Beomužević
Beomužević (cyr. Беомужевић) – wieś w Serbii, w okręgu kolubarskim, w mieście Valjevo. W 2011 roku liczyła 459 mieszkańców.